# Zapopan (album)
Zapopan è un album in studio da solista del musicista portoricano Omar Rodríguez-López, pubblicato nel 2016.

## Tracce
1. Reap the Roots – 2:11
2. Tandem Happiness – 1:08
3. Fielding Souls – 1:37
4. What's Left in You – 3:20
5. Spell Broken Hearts – 4:00
6. If It Was a Snake It Would Have Bit You – 4:16
7. Hollow Change – 2:18
8. Archangel – 2:51
9. Harboring a Sadist – 4:30
10. Tentáculos De Fé – 3:41
11. Random Bouts of Shadows – 5:41